# Krosno
Krosno (pronunție în poloneză [ˈkrɔsnɔ] ⓘ) este un municipiu în voievodatul Podcarpației, Polonia.
Se află la o altitudine de 260 m deasupra nivelului mării. Are o suprafață de 43,48 km². Populația este de 45.057 locuitori, determinată în 31 martie 2021, prin recensământul polonez din 2021[*].